# Faro del Cabo Negro
El faro del Cabo Negro es un faro situado en el Cabo Negro, en la ciudad de Río Martín, Marruecos. Está gestionado por la autoridad portuaria y marítima del Ministère de l'équipement, du transport, de la logistique et de l'eau.

## Características
Se trata de una torre octogonal con base piramidal realizada con mampostería lisa.